# Acallodes saltoides
Espèce
Acallodes saltoides est une espèce d'insectes de la famille des Curculionidae.